# Русько-Алгашинське сільське поселення
Ру́сько-Алгаши́нське сільське поселення (рос. Русско-Алгашинское сельское поселение) — муніципальне утворення у складі Шумерлинського району Чувашії, Росія. Адміністративний центр — село Руські Алгаші.
Станом на 2002 рік селище Річний перебувало у складі Річної сільської ради.

## Населення
Населення — 657 осіб (2019, 811 у 2010, 1049 у 2002).

## Склад
До складу поселення входять такі населені пункти:
| Населений пункт           | Населення, осіб (2002) | Населення, осіб (2010) |
| ------------------------- | ---------------------- | ---------------------- |
| Річний, селище            | 189                    | 110                    |
| Руські Алгаші, село       | 529                    | 451                    |
| Чуваські Алгаші, присілок | 331                    | 250                    |